# Hildegard Sommer
Hildegard „Hilde” Sommer z domu Ripke (ur. 6 września 1917) – niemiecka lekkoatletka, specjalistka rzutu dyskiem, medalistka mistrzostw Europy z 1938.
Zdobyła srebrny medal w rzucie dyskiem na mistrzostwach Europy w 1938 w Wiedniu, przegrywając jedynie ze swoją rodaczką Giselą Mauermayer, a wyprzedzając inną Niemkę Paulę Mollenhauer.
Była wicemistrzynią Niemiec w rzucie dyskiem w 1938, 1946 i 1947 oraz brązową medalistką w tej konkurencji w 1939, 1940 i 1941.
Rekord życiowy Sommer w rzucie dyskiem wynosił 44,33 m ustanowiony 10 lipca 1938 we Wrocławiu.
Reprezentowała kluby VfB Breslau, a od 1946  MTV Braunschweig.